# Adenau
Adenau – miasto w Niemczech, w kraju związkowym Nadrenia-Palatynat, w powiecie Ahrweiler, siedziba gminy związkowej Adenau. Liczy 2850 mieszkańców (31 grudnia 2009).